# Lautaro Guerra
Lautaro Valentino Guerra Cabrerizo (* Juni 1991) ist ein professioneller spanischer Pokerspieler. Er gewann 2019 das Big Wrap PLO und 2023 die PGT PLO Series Championship.

## Persönliches
Guerra ist seit 2023 mit der US-amerikanischen Pokerspielerin Samantha Abernathy verheiratet. Das Paar lebt in Andorra.

## Pokerkarriere
Guerra hat sich auf die Variante Pot Limit Omaha (PLO) spezialisiert. Er spielt auf der Onlinepoker-Plattform GGPoker unter dem Nickname Gueca und als #Naktro91 auf PokerStars.
Seine erste Geldplatzierung bei einem Live-Pokerturnier erzielte der Spanier Anfang Juli 2012 auf Gran Canaria; anschließend folgte für knapp fünf Jahre kein weiterer Turniererfolg. Im Juni 2018 war Guerra erstmals bei der World Series of Poker (WSOP) im Rio All-Suite Hotel and Casino in Paradise am Las Vegas Strip erfolgreich und kam bei der Pot-Limit Omaha Championship in die Geldränge. Anfang April 2019 gewann er im King’s Resort in Rozvadov sein erstes Live-Turnier. Der Spanier setzte sich beim Big Wrap PLO gegen 411 andere Spieler durch und erhielt den Hauptpreis von rund 210.000 Euro. Rund zwei Monate später belegte er beim Pot-Limit Omaha High Roller der WSOP 2019 den mit über 50.000 US-Dollar dotierten 17. Platz. Bei der European Poker Tour in Monte-Carlo entschied Guerra Anfang Mai 2022 ein Side-Event in PLO für sich und erhielt aufgrund eines Deals knapp 75.000 Euro. Mitte März 2023 spielte er bei der PGT PLO Series im Aria Resort & Casino am Las Vegas Strip. Der Spanier gewann das fünfte, siebte und achte Event der Turnierserie und sicherte sich dadurch Siegprämien von knapp einer Million US-Dollar sowie zusätzlich 75.000 US-Dollar an Bountypreisgeldern. Dadurch sammelte er die meisten Turnierpunkte aller Spieler und wurde mit einer Trophäe und weiteren 25.000 US-Dollar als Gewinner der PGT PLO Series Championship ausgezeichnet.
Insgesamt hat sich Guerra mit Poker bei Live-Turnieren mehr als 1,5 Millionen US-Dollar erspielt.